# As-Suwajda al-Gharbijja
As-Suwajda al-Gharbijja (arab. السويدة الغربية) – wieś w Syrii, w muhafazie Hama. W 2004 roku liczyła 522 mieszkańców.